# Kino Zachęta w Łodzi
Kino Zachęta – kino w Łodzi przy ulicy Zgierskiej 26, działające w latach 1928–1939 oraz 1945–1994.

## Historia
Kino powstało w roku 1928, a jego pierwszymi właścicielami byli Wacław Bulkiewicz oraz Józef Szulc. W okresie międzywojennym było to jedno z największych kin Bałut – znajdowało się w nim 580 miejsc dla widzów. W czasie wojny zostało zamknięte. W latach 1940–1944 budynek znajdował się na terenie getta łódzkiego. Nie pełnił  wówczas roli kina. Odprawiano w nim nabożeństwa.
Kino powtórnie otwarto w roku 1945. W latach 60. XX wieku zostało przebudowane. Ulepszono akustykę sali, wyposażonej od tego momentu w 225 foteli na parterze i 75 na balkonie. Od momentu przebudowy Zachęta stała się kinem premierowym, wyświetlającym najświeższy repertuar. Była jednym z najpopularniejszych kin na Bałutach. W okresie transformacji ustrojowej kino było dzierżawione przez Elżbietę Czwarno, od 1989 do 1994 roku. Kino okazało się nierentowne i zostało zamknięte w roku 1994. Później w budynku swoją siedzibę miał klub muzyczny Luka, następnie klub Magnetofon.